# Твислтон-Викем-Файнз (семья)
Твислтон-Викем-Файнз (англ. Twisleton-Wykeham-Fiennes /ˈwɪkəm ˈfaɪnz/) — английская семья, потомки 16-го барона Сэй и Сил, при рождении Фредерик Бенджамин Твислтон; в 1849 году Актом парламента принял фамилию Твислтон-Викем-Файнз. Был внуком Томаса Твислтона, 13-го барона Сэй и Сил, унаследовал титул баронета Твислтон-Викем-Файнз от своего двоюродного брата Уильяма Томаса Эрдли-Твислтона-Файнза в 1847 году. Фамилия часто сокращается до Файнс. Члены семьи включают исследователя Ранульфа Файнса и актёров Рэйфа Файнса, Джозефа Файнса и Хиро Файнса-Тиффина.

## Родословная
Родословная семьи включает Джеймса Файнза, 1-го барона Сэй и Сил (ок. 1395—1450), и его отца Уильяма де Файнза. Ричард Файнз, племянник 1-го барона, стал 7-м бароном Дакр после того, как женился на дочери 6-го барона Дакр.
В число предков также входит Томас Викем, внучатый племянник Уильяма Уайкхемского (с 1320—1404), который оставил свое состояние своему внучатому племяннику. В наследство вошел замок Бёротон, ставший домом баронов Сэй и Сил, после того, как внучка Томаса Уикема вышла замуж за Уильяма Файнза, 2-го барона Сэй и Сил
Семья также является потомками Джона Твислтона (c 1614—1682), который женился на Элизабет Файнз, дочери Джеймса Файнза, 2-го виконта Сэй и Сил, 9-го барона Сэй и Сил. Мать Элизабет Файнз была Фрэнсис Сесил, дочь Эдуарда Сесила, 1-го виконта Уимблдона, поэтому семья также происходит от Уильяма Сесила, 1-го барона Бёрли .